# Journey (jeu vidéo, 1989)
Journey: The Quest Begins  est un jeu vidéo de fiction interactive développé et publié par Infocom à partir de 1989 sur Amiga, Apple II, DOS et Apple Macintosh. Le joueur y contrôle un groupe de quatre héros chargé de retrouver le magicien Astrix, seul capable de remédier à la famine et à la maladie qui sévissent dans le royaume. Une des originalités du jeu est qu’il existe de multiples manières de le terminer,.

## Accueil
| Journey      |    |       |
| Amiga Format | US | 82 %  |
| Tilt         | FR | 18/20 |
| Zzap         | US | 90 %  |